# Флаг Ясенского сельского поселения
Флаг муниципального образования Ясе́нское сельское поселение Ейского района Краснодарского края Российской Федерации — опознавательно-правовой знак, служащий официальным символом муниципального образования.
Флаг утверждён 19 июля 2011 года решением Совета Ясенского сельского поселения № 75 и внесён в Государственный геральдический регистр Российской Федерации с присвоением регистрационного номера 7044.

## Описание
«Прямоугольное полотнище с отношением ширины к длине 2:3, воспроизводящее композицию герба Ясенского сельского поселения Ейского района в синем (голубом), зелёном, жёлтом и белом цветах».
Геральдическое описание герба гласит: «В лазоревом поле — золотое опрокинутое и вогнутое, усечённо-вписанное остриё, обременённое тремя (две и одна) зелёными ветвями ясеня, сложенными в звезду, и сопровождаемая серебряными цаплей и лебедем, взлетающими косвенно в стороны с воздетыми и распростёртыми крыльями».

## Обоснование символики
Флаг разработан на основе герба, который языком символов и аллегорий отражает исторические, культурные и экономические особенности сельского поселения.
Изображение трёх, соединённых ножками, листьев ясеня является гласным элементов флага — говорящем о наименовании реки, залива и поселения.
Ясень — дерево возрождения, обновления, мудрости и познания.
Зелёный цвет — символ плодородия, гор и лесов, природного изобилия, спокойствия, здоровья и вечного обновления.
Жёлтый цвет полотнища символизирует солнечный свет, хлеб, процветание, достаток, стабильность, почёт и уважение, а также аллегорически указывает на песчаные берега вдоль моря.
Голубой (синий) цвет полотнища символизирует чистое небо, безупречность, движение вперёд и целеустремлённость, настойчивость и упорство, а также аллегорически указывает на Ясенский залив Азовского моря и солёное озеро Ханское, к которым примыкают земли поселения.
Изображение цапли и лебедя аллегорически указывает на памятник природы — озеро Ханское, известное не только своими лечебными свойствами, но и множеством редких, занесённых в Красную книгу, птиц.
Цапля является символом бдительности, чуткости, ловкости, долговечности, возрождения и чистоты.
Взлетающий лебедь символизирует развитие и прогресс, а также красоту, постоянство, верность и любовь.
Белый цвет — символ мудрости, совершенства, чистоты, веры, искренности, мира.